# 古斯帕克连帽衫

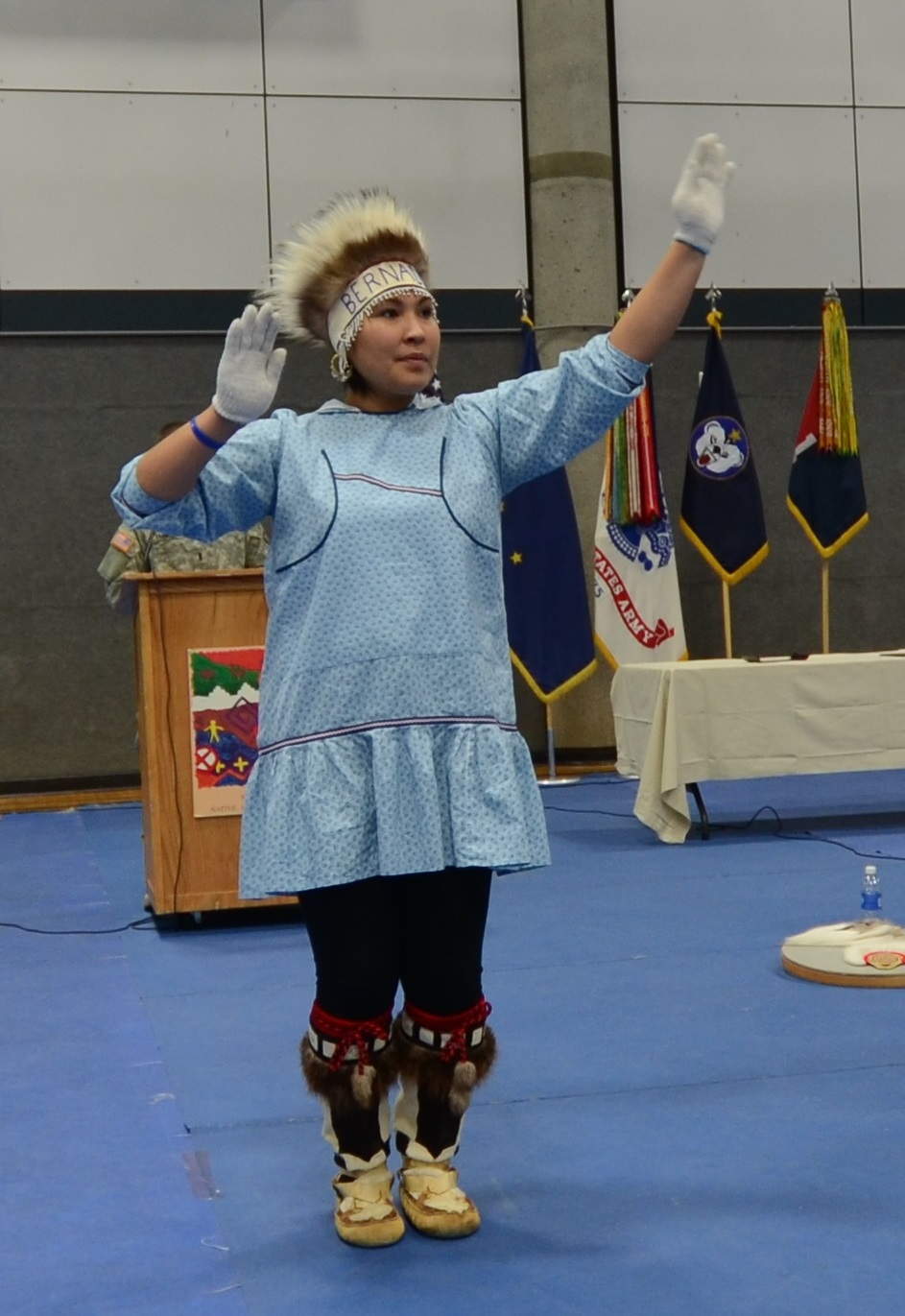
身着古斯帕克表演的阿拉斯加原住民

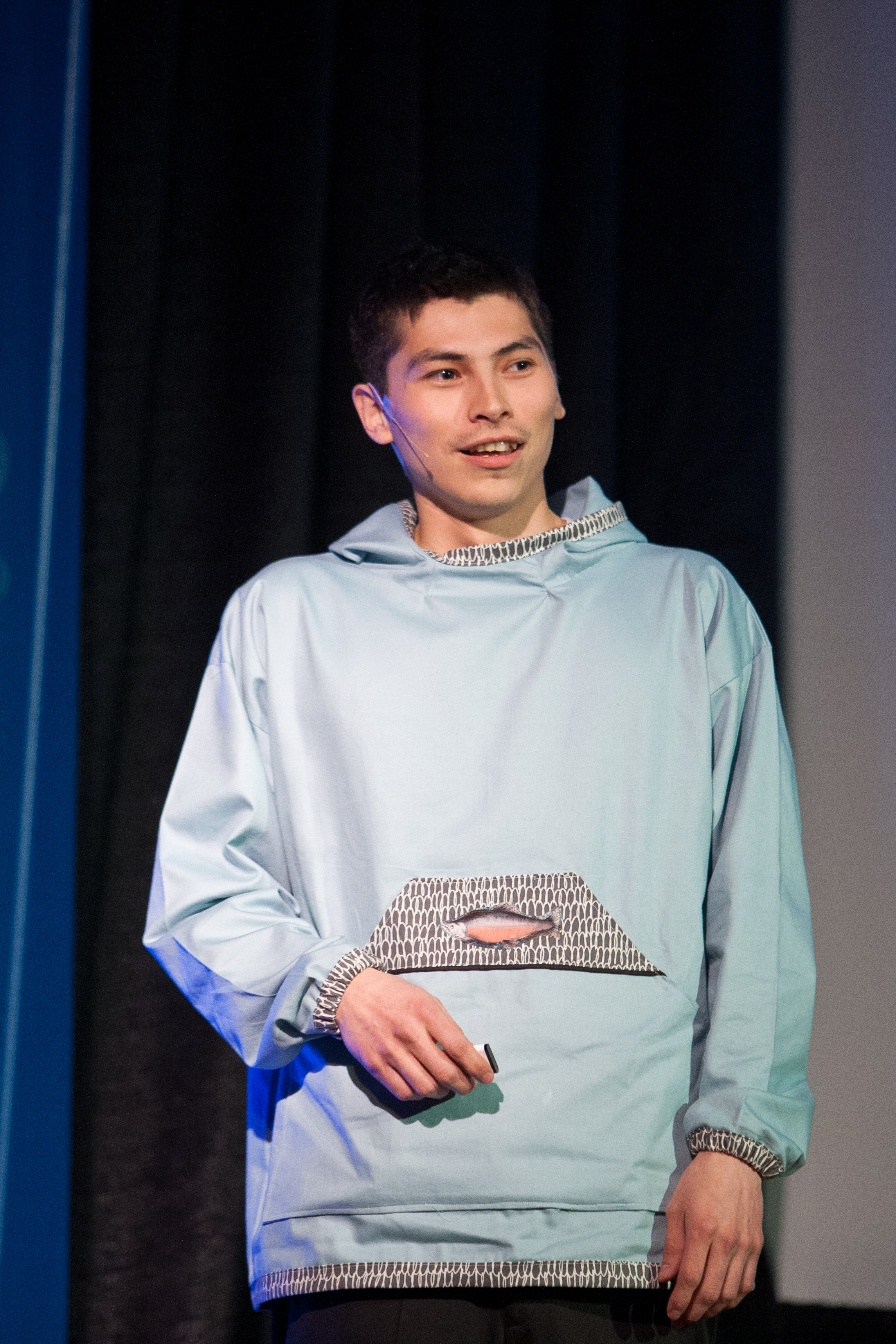
现代的古斯帕克连帽衫

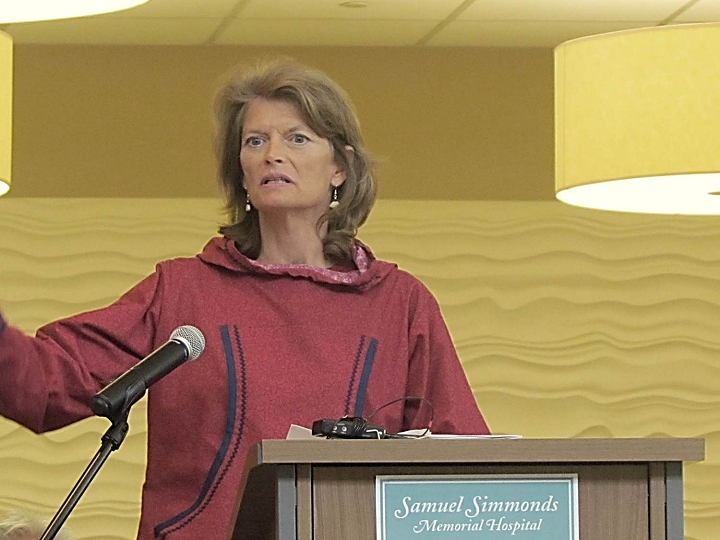
穿古斯帕克连帽衫的莉萨·穆尔科斯基参议员

古斯帕克连帽衫（英語：kuspuk，/ˈɡʌs.pʌk/）是一种前部有大口袋的连帽衬衫，是阿拉斯加原住民的常见服饰。古斯帕克连帽衫与丘尼卡长度相仿，自腰间垂至膝盖。女款古斯帕克的底部常有类似短裙的皱褶。古斯帕克一般套头穿戴，部分带有拉链。
尽管古斯帕克是源自Yup'ik的传统服装，现在也有许多其他原住民族群以至非原住民穿这种衣服。古斯帕克起初是由动物皮毛或内脏制成的，套在派克大衣之外用以保持内部的清洁。因相对偏僻地区村庄商铺增加，古斯帕克连帽衫的材料现多为印花麻布，以及亮色印染的印花布、天鹅绒，或有花边的灯芯绒。如今古斯帕克也常作为罩衫搭配长裤。
在阿拉斯加州，许多政府工作人员会在周五穿上古斯帕克连帽衫。伯特利的代表Mary Sattler开创了这一传统，立法人喜爱古斯帕克也能提高在本州的声望。
古斯帕克较为宽松、庞大，容易受到美国运输安全管理局更严格的检查，可能要求将其脱下。参议员莉萨·穆尔科斯基和马克·贝吉奇批评这种行为，称其漠视文化，因为古斯帕克因下层不一定还有衣物而不便脱下。
若望保禄二世1981年访问阿拉斯加时获赠了一件古斯帕克。